# 日本ヨハン・シュトラウス協会
日本ヨハン・シュトラウス協会は、日本の音楽愛好者団体。1975年の設立以来、ヨハン・シュトラウスとその一家および同時代の作曲家を対象として活動を続けている。

## 活動
ヨハン・シュトラウスとその一家、その作品に代表される19世紀 - 20世紀初頭にかけての作曲家が作ったウィーン音楽の、日本における普及並びに会員相互の親睦、ウィーンに本部を置く海外協会との交流を目的としている。
主な活動は以下のものがある。

### 会報の発行
会報を年4回発行している。例会や行事の報告、コンサートの情報や会員の近況等を掲載し、会員相互のコミュニケーションをはかっている。また各種の研究成果をまとめた冊子を発行し会員に配布している。

### 例会の開催
およそ毎月1回の割合で、会員が集まる例会を開催。例会は以下のものがおこなわれている。
コンサート
毎年5月に開催される「日本ヨハン・シュトラウス協会管弦楽団」による定期演奏会、著名演奏家を招いてのコンサート、小編成の室内楽コンサート、各種のテーマに基づくCD・レコードコンサートなどを楽しむ。2016年６月26日には協会設立40周年記念行事の一つとして、ウィーン楽友協会で演奏会を実施した。
舞踏会
「日本ヨハン・シュトラウス協会管弦楽団」や「東京ヨハン・シュトラウス・アンサンブル」等による生演奏の他、ヨハン・シュトラウスや同時代の作曲家の音楽で、ワルツ・ポルカ・カドリーユ・ギャロップなどのダンスを踊る。また、定期的にサロンを開催、ダンスの研究や練習を行っている。
ビデオ及び映画鑑賞会
演奏記録、外国協会提供の映像及びウィーン音楽にまつわる映画などを鑑賞する。
研究発表会
会員が一定のテーマに基づいて研究した成果を発表する。
ゲストを囲む会
海外の演奏家等のゲストを迎えて国際交流等を行う。

### その他
海外協会主催のイベント（タンツ・シグナーレ等）へ参加するなど、海外のヨハン・シュトラウス協会との交流を行う。

## 歴史
ヨハン・シュトラウス2世生誕150年にあたる1975年の春、カール・ベームが、指揮者の大町陽一郎と舞台芸術振興財団理事長の大屋政子に提案したことをきっかけとして設立。大町・大屋の他に、保柳健・大河平隆棟・村田武雄・山下喬・渡辺忠雄らが設立に尽力した。設立後二十年ほどまでは、パイオニア本社内に事務局が置かれていた。
その後、会員が催し物に参加するスタイルに変化。アマチュア演奏家の会員が結成した日本ヨハン・シュトラウス協会管弦楽団が定期的に演奏会を開き、さらに往時のウィーンの舞踏会を再現した新春舞踏会は1985年から、納涼ダンスパーティーは1991年から開かれるようになる。その他、小規模に会員が演奏するアンサンブルを聴きながら親睦を深めるパーティーなど、バラエティに富む催しを頻繁に行ってきた。
また、ヨーロッパ各国にあるシュトラウス協会との交流で、1983年のウィーン以来各国順番に開催される国際大会へも参加した。1997年春には一週間にわたり東京で世界大会を開き、海外から60名の参加者を迎える。また、1985年にはエドゥアルト・シュトラウス3世、1986年にはニューイヤーコンサート指揮者のウィリー・ボスコフスキーが来日の際訪れた。
2015年には設立40周年を迎え、式典、コンサート、舞踏会、シンポジウムなどの記念行事を行った。現在は、名誉会長に秋山和慶を迎え、活動を続けている。